# Cementerio de Putnam

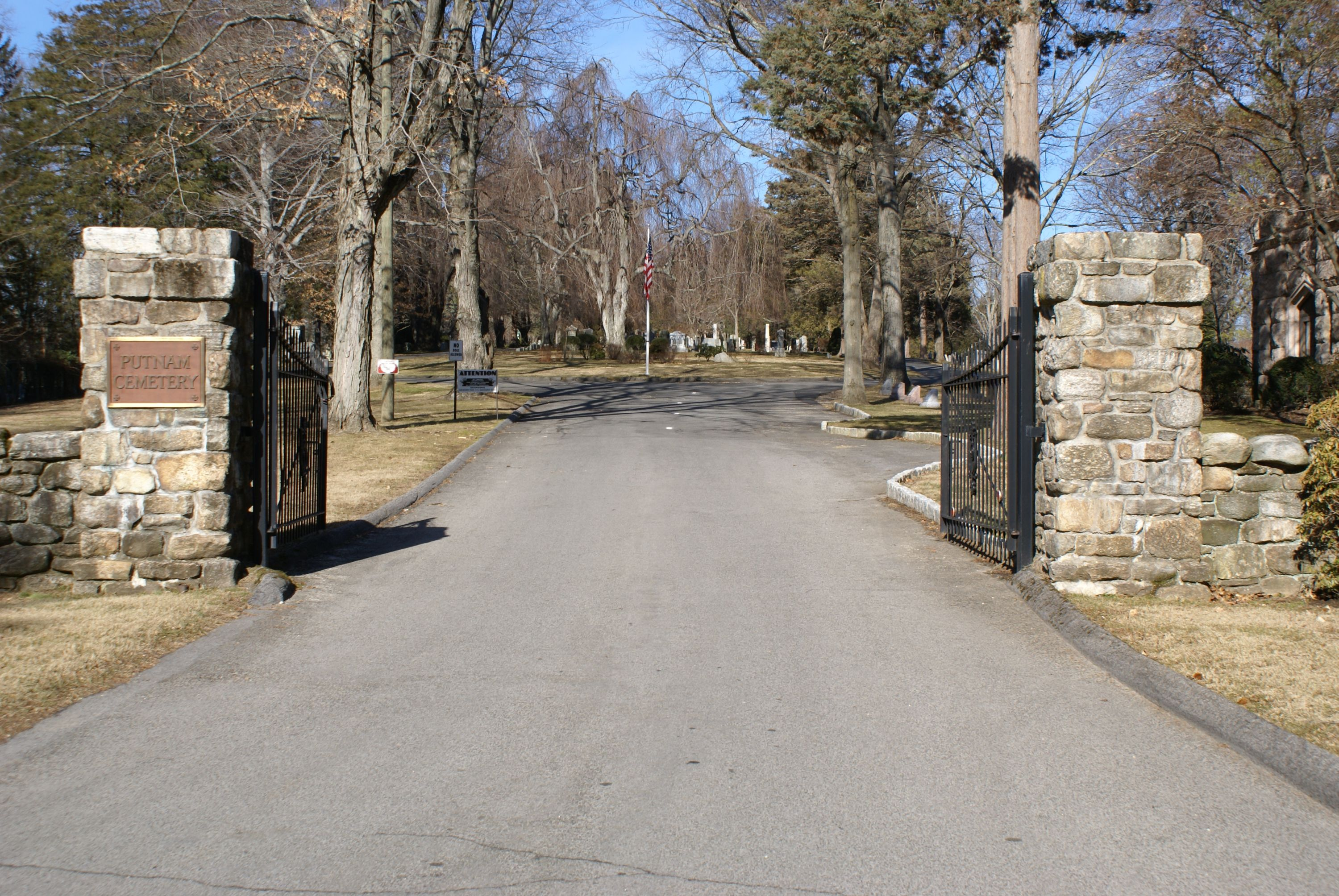
Entrada del Cementerio Putnam

Cementerio de Putnam es una organización no sectaria del cementerio ubicado en el afluente del Condado de Fairfield, Greenwich, Connecticut. Es afiliado a adyacentes del cementerio de Santa María, que es un cementerio católico. El cementerio está situado en una tranquila zona residencial y es el último lugar de descanso de varias personas notables. Algunas de estas celebridades son:
- Víctor Borge (1909-2000), pianista, orquesta sinfónica
- Prescott Bush (1895-1972), EE. UU. El senador, padre del presidente George H.W. Bush y abuelo del Presidente George W. Bush
- Bud Collyer (1908-1969), anfitrión de televisión
- Thomas Hastings (arquitecto), (1860-1929), arquitecto
- Alden McWilliams (1916-1993), caricaturista
- Martha Moxley (1960-1975), víctima de asesinato
- Ezio Pinza (1892-1957), cantante de ópera
- Townsend Scudder (1865-1960), EE. UU. congresista de Nueva York
- Anya Seton (1916-1990), autor
- Alec Templeton (1909-1963), compositor, pianista
- Douglass Watson (1921-1989), actor

- Datos: Q7262319
- Multimedia: Putnam Cemetery, Greenwich, Connecticut / Q7262319